# Renseignement d'origine image

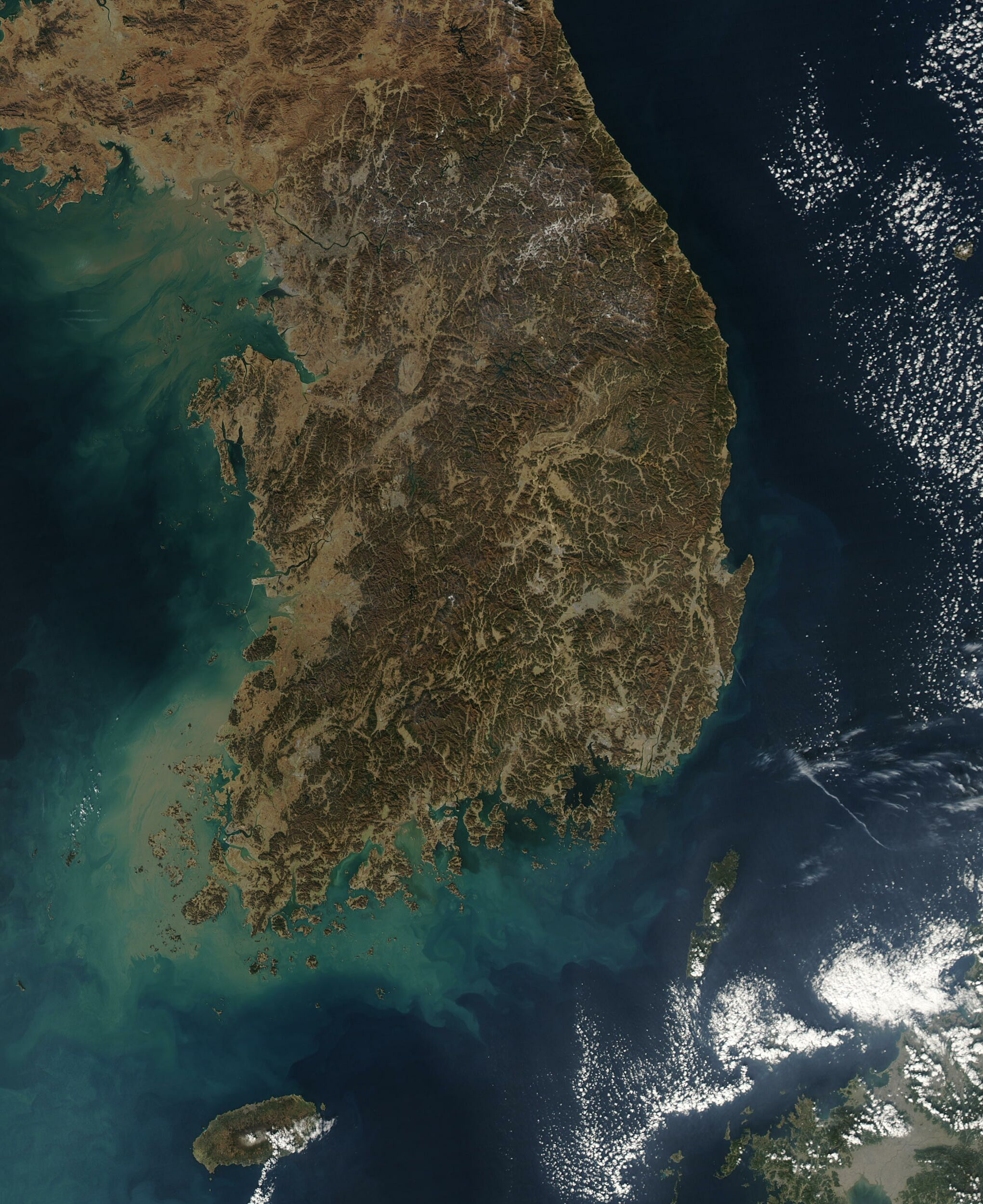
Image satellite (Corée du Sud).

Le renseignement par imagerie (ROIM en français et imagery intelligence (IMINT) en anglais), est une discipline de collecte de renseignements qui consiste à analyser (ou « exploiter ») l'imagerie pour identifier des informations utiles. L'imagerie utilisée à des fins de renseignement de défense est généralement collectée par imagerie satellitaire ou photographie aérienne.
En tant que discipline de collecte de renseignements, la production de ROIM repose fortement sur un système de gestion robuste. Le ROIM est complété par des capteurs électro-optiques et radar MASINT non imageurs.

## Méthode analytique
La valeur des rapports ROIM repose sur un équilibre entre la rapidité et la robustesse du produit de renseignement. Ainsi, la fiabilité du renseignement issu de l'analyse d'images est traditionnellement perçue par les professionnels du renseignement comme une fonction du temps dont dispose un analyste d'images (AI) pour exploiter une image ou un ensemble d'images donné. Ainsi, le manuel de terrain de l'armée américaine décompose l'analyse ROIM en trois phases distinctes, selon le temps consacré à l'exploitation d'une image donnée.

### Première phase
L'analyse d'images de première phase est considérée comme « à dominante temporelle ». Cela signifie que les images données doivent être exploitées rapidement afin de satisfaire un besoin immédiat de renseignements issus de ces images, permettant à un dirigeant de prendre une décision politique et/ou militaire éclairée. Compte tenu de la nécessité de produire des évaluations du renseignement en temps quasi réel à partir des images collectées, l'analyse d'images de première phase est rarement comparée aux renseignements collatéraux.

### Deuxième phase
L'analyse d'imagerie de deuxième phase est centrée sur l'exploitation approfondie des images récemment collectées afin d'éclairer la prise de décision à court et moyen terme. Comme pour la première phase, elle est généralement motivée par les besoins prioritaires en renseignement du commandant local, du moins dans le contexte d'une opération militaire. Alors que l'analyse d'imagerie de première phase peut dépendre de l'exploitation d'un référentiel d'images relativement restreint, voire d'une seule image, elle nécessite généralement l'examen d'un ensemble chronologique d'images au fil du temps, afin d'établir une compréhension temporelle des objets et/ou des activités d'intérêt.

### Troisième phase
L'analyse d'imagerie de troisième phase est généralement réalisée pour répondre à des questions de renseignement stratégique ou pour explorer les données existantes à la recherche de renseignements de découverte. Elle s'appuie sur l'exploitation d'un vaste répertoire d'images historiques et l'accès à diverses sources d'information. Elle intègre des informations complémentaires et des renseignements provenant d'autres disciplines de collecte de renseignements et est donc généralement menée en soutien à une équipe de renseignement multi-sources. L'exploitation de l'imagerie à ce niveau d'analyse vise généralement à produire du renseignement géospatial (GEOINT).

## Matériel de collecte

### Aviation
Des avions volant à basse et haute altitude ont été utilisés tout au long du siècle dernier pour recueillir des renseignements sur l'ennemi. Parmi les avions de reconnaissance américains volant à haute altitude figurent le Lockheed U-2 et le SR-71 Blackbird, beaucoup plus rapide (retiré du service en 1998). L'un des avantages des avions par rapport aux satellites est qu'ils peuvent généralement produire des photographies plus détaillées et être placés au-dessus de la cible plus rapidement, plus souvent et à moindre coût. Cependant, ils présentent également l'inconvénient d'être interceptés par des avions ou des missiles, comme lors de l'incident de l'U-2 en 1960.
Des drones ont été développés pour l'imagerie et le renseignement d'origine électromagnétique. Ces drones multiplient les forces en offrant au commandant sur le champ de bataille un « œil dans le ciel » sans risque pour le pilote.

### Satellites
Bien que la résolution des photographies satellites, qui doivent être prises à des centaines de kilomètres de distance, soit généralement inférieure à celle des photographies aériennes, les satellites offrent la possibilité de couvrir une grande partie de la Terre, y compris des territoires hostiles, sans exposer les pilotes humains au risque d'être abattus.
Depuis les premières années de l'exploration spatiale, des centaines de satellites de reconnaissance ont été lancés par des dizaines de pays. Les satellites d'imagerie de renseignement étaient généralement placés sur des orbites terrestres basses à forte inclinaison, parfois sur des orbites héliosynchrones. Les missions de retour de film étant généralement courtes, ils pouvaient évoluer sur des orbites à périgées faibles, de l'ordre de 100 à 200 km. Cependant, les satellites plus récents, équipés de capteurs CCD, ont été lancés sur des orbites plus hautes, de 250 à 300 km de périgée, permettant ainsi à chacun de rester en orbite plusieurs années. Si la résolution exacte et d'autres détails des satellites espions modernes sont classifiés, des principes de physique simples permettent d'évaluer les compromis possibles.
La fonction principale de la plupart des satellites espions est de surveiller l'activité terrestre visible. Si la résolution et la clarté des images se sont considérablement améliorées au fil des ans, ce rôle est resté essentiellement le même. L'imagerie satellitaire a également servi à produire des cartes 3D détaillées destinées aux opérations et aux systèmes de guidage de missiles, ainsi qu'à surveiller des informations normalement invisibles, telles que le taux de croissance des cultures d'un pays ou la chaleur dégagée par certaines installations. Certains capteurs multispectraux, comme les capteurs thermiques, relèvent davantage du MASINT électro-optique que de véritables plateformes ROIM.
Pour contrer la menace posée par ces « yeux dans le ciel », les États-Unis, l'URSS/Russie, la Chine et l'Inde ont développé des systèmes permettant de détruire les satellites espions ennemis (soit par l'utilisation d'un autre « satellite tueur », soit par un missile lancé depuis la Terre ou l'air).
Depuis 1985, des fournisseurs commerciaux d'imagerie satellitaire ont fait leur entrée sur le marché, à commencer par les satellites français SPOT, dont la résolution variait entre 5 et 20 mètres. Les satellites d’imagerie privés à haute résolution (4 à 0,5 mètre) récents incluent TerraSAR-X, IKONOS, Orbview, QuickBird et Worldview-1, permettant à n’importe quel pays (ou à n’importe quelle entreprise d’ailleurs) d’acheter l’accès aux images satellite.

## Références

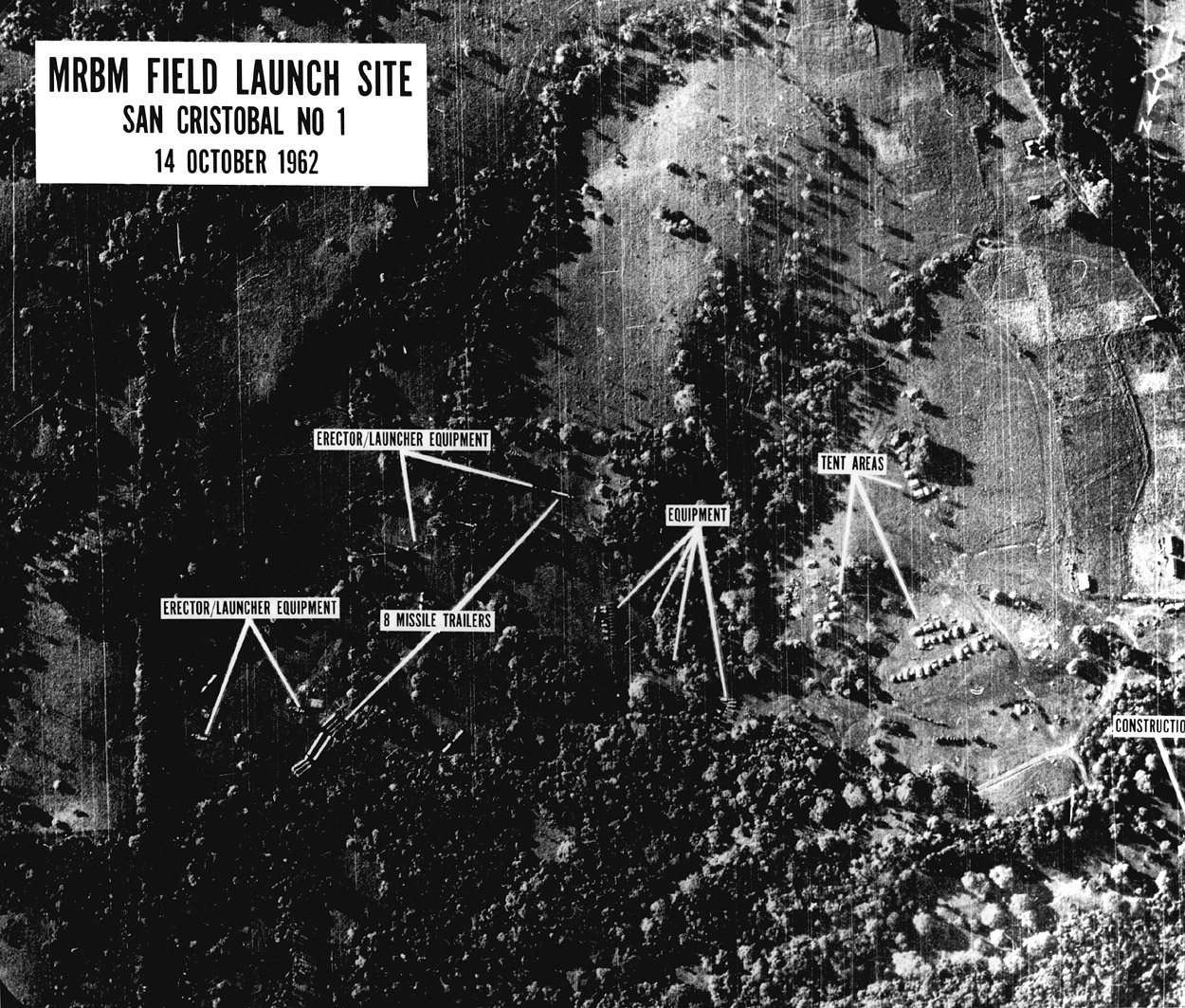
Les missiles de Cuba